# 後期旧石器時代

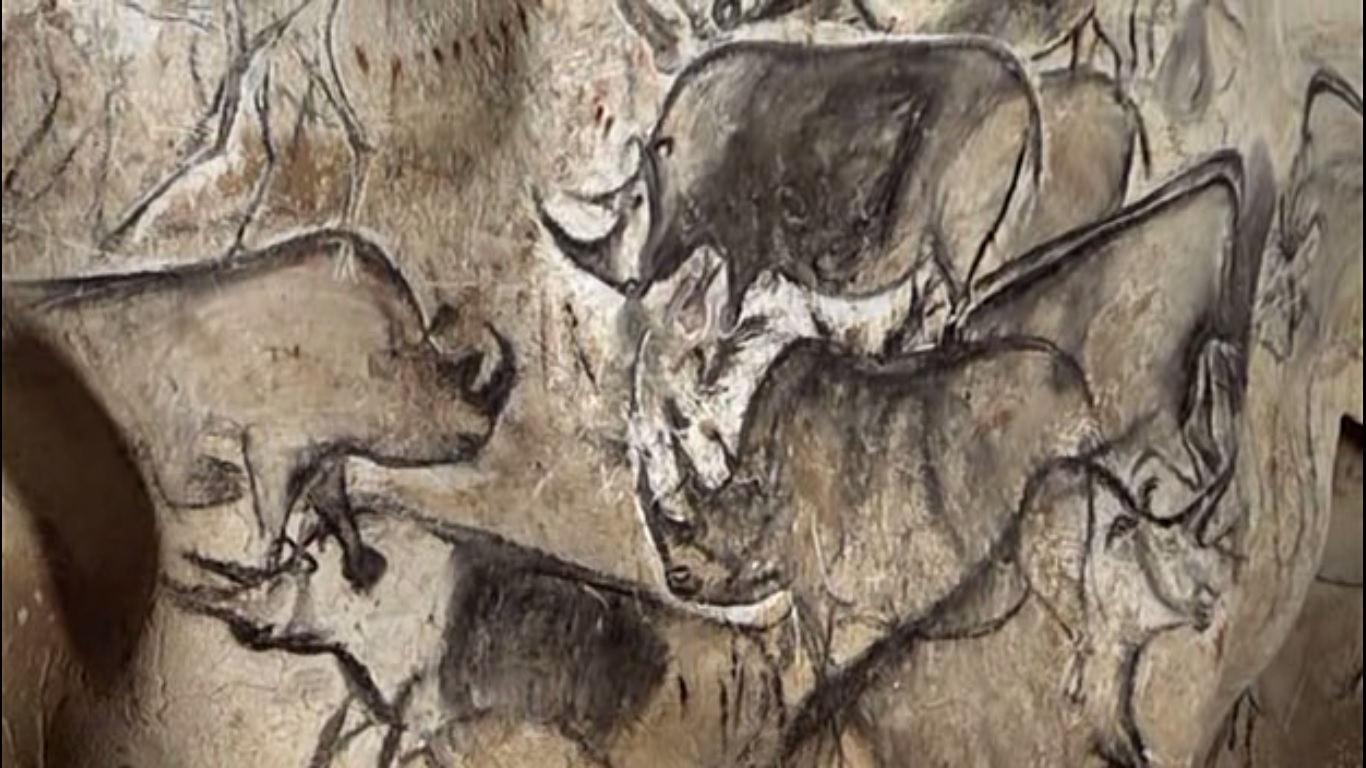
37000年から33500年前のショーヴェ洞窟のサイの絵

後期旧石器時代（Upper PaleolithicまたはUpper Palaeolithic、Late Stone Age）は旧石器時代の3番目で最後の区分である。概して概ね現代的行動の出現に合致し農業の出現以前の（完新世の始まりである）5万年前から1万年前に遡る。
この生活習慣が遺物の多様性において著しく増加する約5万年前まで中期旧石器時代の旧人類から殆ど変化がなかったが、解剖学的現代人類（例：ホモ・サピエンス）は約2万年前に現れたと信じられている。この時期はネアンデルタール人の絶滅の一因となるユーラシアを通じた現代人類の拡大と合致している。
後期旧石器時代には貯蔵穴のあるものでキャンプ場の形態における組織された集落の証拠として知られる最初期のものがある。芸術作品が洞窟画やペトログリフ、骨や象牙への彫刻と共に花咲いた。人類の漁業の最初の証拠は、南アフリカのブロンボス洞窟のような場所の人工遺物からも発見されている。もっと複雑な社会集団が更に変化に富み信頼できる食料源や特別な道具類に支援されて発生した。このことは恐らく集団認識や民族の増加に寄与した。
5万年前から4万年前までに最初の人類がオーストラリアに上陸した。4万5000年前までに人類はヨーロッパの北緯61度に暮らした。3万年前までに日本に到達し、2万7000年前までに人類は北極圏内のシベリアで暮らしていた。後期旧石器時代の終わりには人類のある集団がベーリング地峡を渡り、急速に北米と南米の各地に広まった。

## 生活習慣と技術
ホモ・エレクトスとネアンデルタール人は共に同じ未加工の石器を用いた。考古学者リチャード・クラインは古代の石器について広く働いていて、古代のヒト科の石器を分類するのは不可能であると述べている。まるでネアンデルタール人が石器を作ったようであり、最終的な形式については大して考慮していなかった。アジア、アフリカ、ヨーロッパを問わずほぼ世界中で5万年前より前に石器は全て一様で洗練されたものではないと主張している。
第一にアフリカの人工遺物の中に考古学者は尖峰や彫刻道具、ナイフの刃、先行道具のような多くの異なる分類に5万年以下の人工遺物を識別し分類できることを見出した。この新しい石器分類は、各々から明瞭に識別されるとされていて、それぞれの道具は特定の目的があった。一般にヨーロッパの初期の現代人類として言及される侵入者は、多くの洗練された石器や骨や象牙や鹿角、洞窟壁画、ヴィーナス小像の彫刻を残した。
ネアンデルタール人はムスティエ文化の石器技術と恐らくシャテルペロン文化の技術を使い続けた。この道具は約4万年前にネアンデルタール人自身が化石の記録から消えるのと同じ頃に考古学的記録から消えた。居住者はしばしば恐らく通過する動物の群れの狩りと関係のある狭い渓谷の麓に暮らした。一般には季節的な利用であったようであるが、一部は年間を通して利用した可能性があり、人々は一年の異なる時期に食料源を求めて遺構間を移動した。狩りは重要であり、カリブー・野生のトナカイは「狩りに関するあらゆる人類学文献において最も重要な種であるようである。」
単純で短い剥片石器から、より洗練された石刃製造技術ブレード技法は、産業における重要な発展をもたらした。彫器、石のみ、刻刀や掻器、横型削器、縦型の石匕などの新しい石器は、骨や鹿角、革の加工に用いられた。上級のダーツや銛も、この時期に釣り針や油灯、ロープ、針と共に現れた。
人類の行動における変化は、各地の地球規模の温度下落を含む気候変動の結果であると考えられている。このことは最終氷期の（一般にはしかし最終氷河時代と誤って呼ばれているが）既に厳しく寒くなっている状態の悪化をもたらした。このような変化は使える材木の供給を減少させ他の資材に目を向けさせた可能性がある。更に燧石は低い温度で不安定になり、道具として機能しなかった可能性がある。
一部の学者は、複雑な言語や抽象的な言語の出現がこの行動を可能にしたと主張している。新しい人類の能力の複雑さは、協同の意思疎通や論理的な意志疎通の出現が文化の発展の新時代を築く一方で、人類が4万年前には計画や展望に対しては能力が低かったことを暗示している。

## 気候と地形の変化

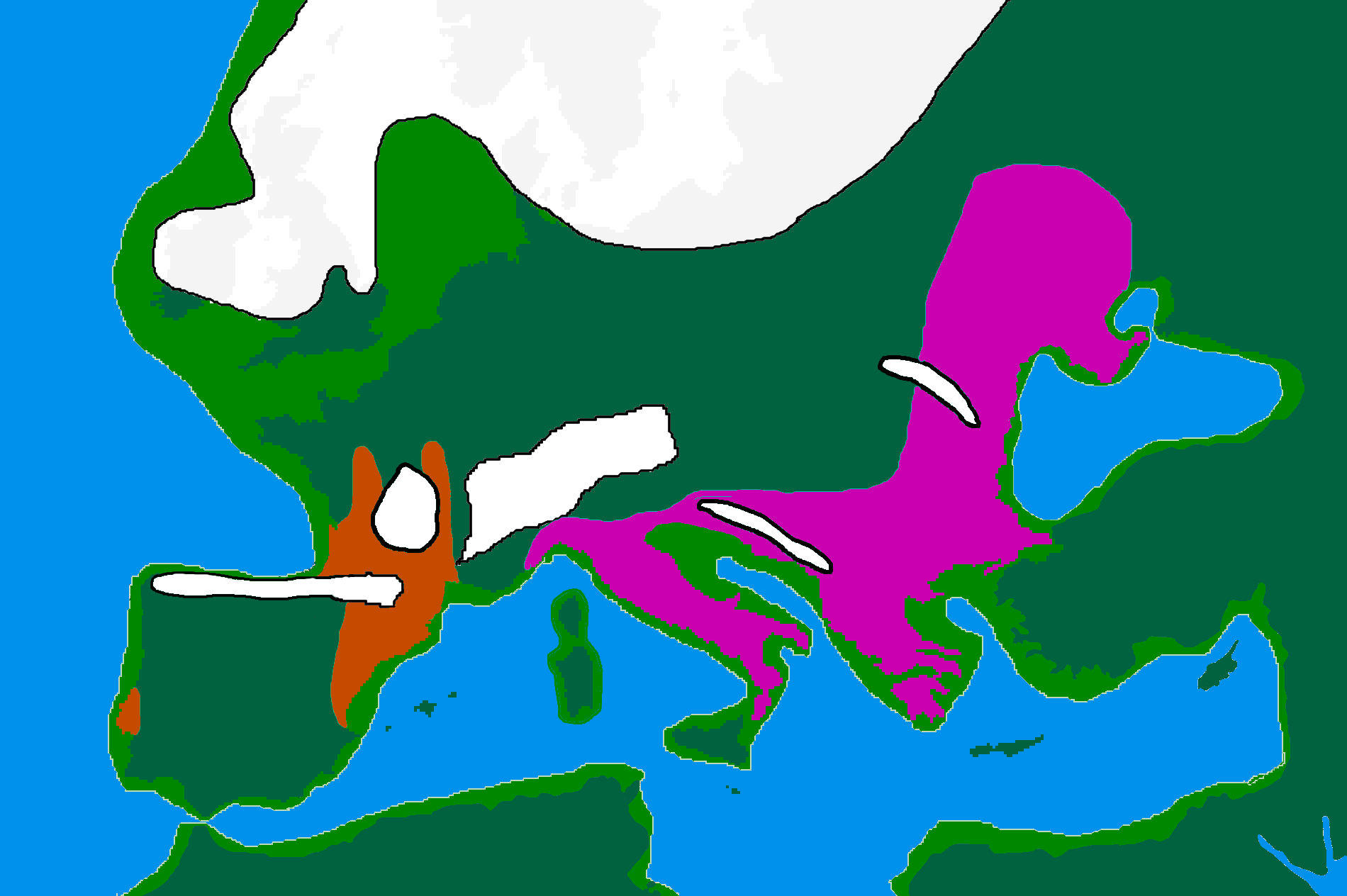
2万年前の欧州最終氷期最盛期の移住
ソリュートレ文化と原始ソリュートリアン文化
エピグラヴェティアン文化

ヨーロッパのこの時期の気候は、激しく変化し、相対的に早い温暖化の前の末期には最も寒かった26500年から1万9000年前頃に終期を迎える最終氷期の最も寒い時期である最終氷期極大期が含まれた（時期は全て地域や研究により多少異なる）。最大期には北ヨーロッパの殆どは現代のイタリアやバルカン半島、イベリア半島の一部や黒海周辺地域などの最終氷期最大期の退避地として知られる地域への移住をせざるを得なかった氷床に覆われた。
この時期はフランスやスペインのソリュートレ文化のような文化が見られた。人類の生活は、氷床の上で続いた可能性があるが、何も分からず、ヨーロッパの氷河に先立つ人類の生活については殆ど分っていない。3万年前頃に到るこの時代の早期には、多雨と今日より低温のムスティエ多雨期がサハラなどの北アフリカを作り、多雨期が終わるとサハラは乾燥地になった。
最終氷期最大期は約1万3500年前から1万3800年前に起きた温暖で湿潤な地球規模の亜間氷期であるAllerød振動が続く時期であった。当時北ヨーロッパの多くの地域に亜寒帯気候を齎した寒冷で乾燥したヤンガードリアス期後期の恐らく10年程度の短い非常に急速な襲来があった。気温の前亜寒帯上昇も、1万300年前頃に急激に始まり、9000年前頃の終期までに気候は温暖化したが今日の水準に近い温度を齎した。この時期は後期旧石器時代が次の中石器時代文化期の始まりへと移行する時期であった。
氷河が後退すると海面が上昇し、イギリス海峡やアイリッシュ海、北海は、当時陸地であり、黒海は真水の湖であった。特にアドリア海やエーゲ海の北を除いて地中海の海岸線が幾分後退していたが、大西洋の海岸線は、当初は殆どの地域で現在で言う海に遠かった。海面上昇は少なくとも7500年前（紀元前5500年）まで続いたために、一部の手掛かりが釣り船や海洋考古学により北海に覆われた失われた地域である特にドッガーランドから発見されているが、後期旧石器時代のヨーロッパ沿岸沿いの人類の活動の証拠は、殆ど失われている。

## 時系列

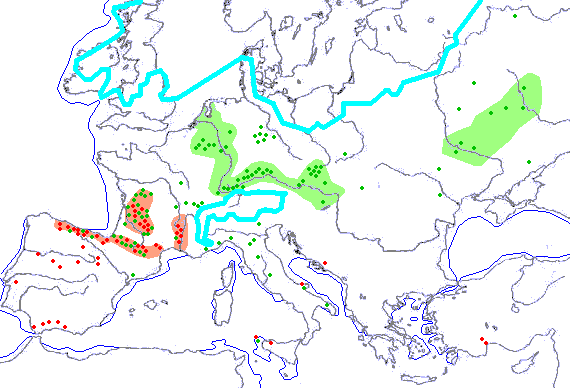
ヨーロッパでの後期旧石器時代の芸術の発見地図

### 5万年前-4万年前
5万年前
- たくさんのアボリジニの石器がオーストラリアのシドニーのキャッスルリーフ（英語版）の砂利堆積物の中で発見された。この発見物が発見された当初は異論が多かったが、同じ地層の最新の年代決定は、この年代を修正し傍証している[10][11]。
- 北アフリカでムスティエ多雨期（英語版）が始まる。

4万5000年前–4万3000年前
- 現代人類の最初期の証拠がヨーロッパ（南イタリア）で発見される[12]。

4万3000年前–4万1000年前
- レバノンのクサルアキル（英語版）で現代人類の装身具や骨格埋蔵品
- デニソワ人がアルタイ山脈（ロシアや中国、モンゴル、カザフスタン）に住む。

### 4万年前-3万年前
4万年前–3万5000年前
- 上スワン川の考古学的発見で明らかなようにオーストラリアパースで最初の人類居住[13]
- この時期オーストラリアメルボルンは狩猟採集民に占領されていた[14][15]。
- シュヴァーベンジュラ山脈早期文化中心、最初期の造形芸術（ホーレ・フェルスのヴィーナス）、オーリニャック文化の始まり
- 最初の笛（英語版）がドイツで現れる。
- ホーレンシュタインシュターデル（英語版）から作られたライオンマン。現在ドイツウルムのウルマー美術館にある。
- 人類が到着する頃にオーストラリアの大型脊椎動物や大型動物群（英語版）の殆どが絶滅した[16]。

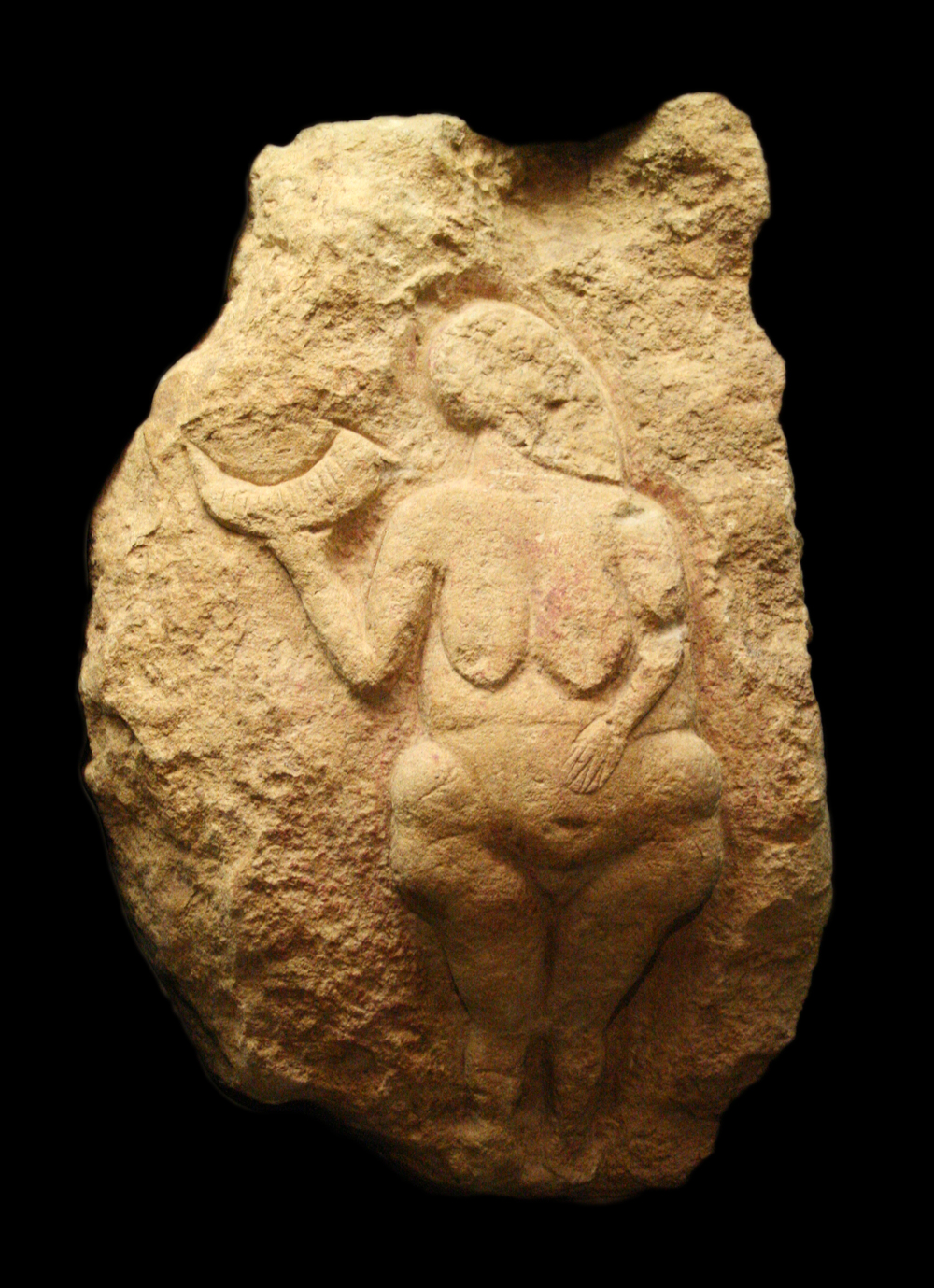
ローセルのヴィーナス（後期旧石器時代（グラベティアン）の彫刻）

- 世界で発見された最古の芸術例である洞窟壁画の例は、約4万年前に遡る（ネルハ洞窟（英語版）参照）。科学者は壁画はホモ・サピエンスよりもネアンデルタール人により作られた可能性があると推論している。(BBC) (科学)
- 馬やサイ、原牛のいる壁画は、フランスアルデシュ峡谷ヴァロン＝ポン＝ダルクショーヴェ洞窟で作られている。1994年12月に発見された。
- 考古学的（英語版）研究は3万5000年前から3万9000年前に（現在は香港国際空港になっている）赤鱲角地域に人類がいたことを支持している[17]。
- アゼルバイジャンのダムジリヤタゲリザル洞窟（英語版）とタグラル洞窟
- 日本で人類居住の最初の証拠[18]

35,000 BP
- ドン川中流のコステョンキ第17層（コステョンキ遺跡（英語版））の層は、早期の後期旧石器時代スピツイン文化に占領された。

30,000 BP
- 最初の磨製石器が日本で現れる[19]。
- 北アフリカのムスティエ多雨期の終焉
- 放射性炭素年代測定から明らかなようにシドニー地域がこの時期にオーストラリア先住民により占領された[20]。西シドニー（英語版）パラマタの考古学的発掘では、アボリジニが木炭や石器、古代のキャンプファイヤーをした痕跡を用いたことが発見された[21]。
- オーストラリアノーザンテリトリーアリススプリングスで最初の人類入植[22]

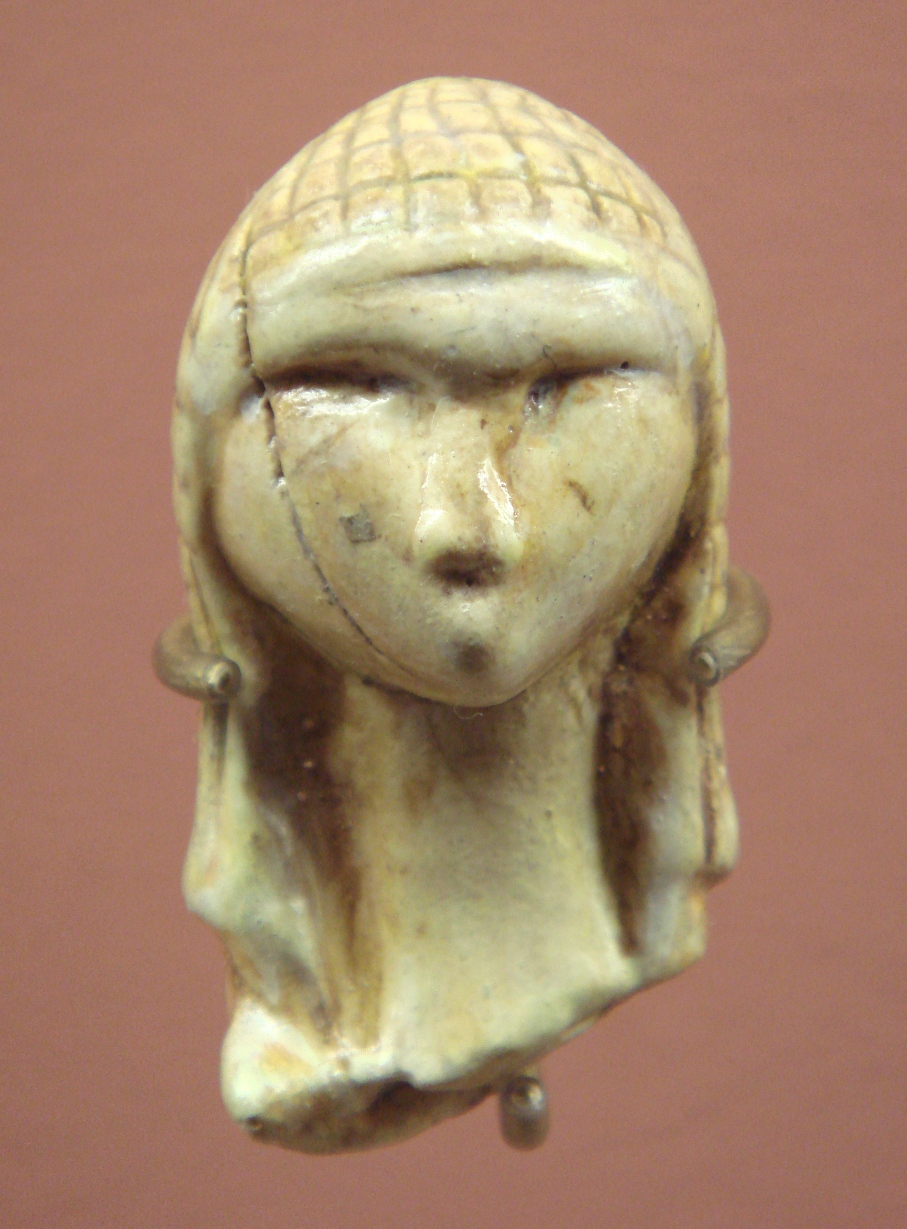
ブラサンプイのヴィーナスがパリ近郊のサン＝ジェルマン＝アン＝レーの国立考古学博物館に保存されている。

### 3万年前-2万年前
2万9000年前–2万5000年前
- ルーマニアのシオマドゥル（英語版）山の最後の噴火
- ドルニーヴェストニチェのヴィーナス（英語版）（チェコ共和国）。世界最古の陶磁器である。
- パヴィランドのレッドレディ（英語版）が2万9千年-2万6千年前頃に暮らしていた。最近の証拠は、この男性が酋長であったことが明らかになってきている[要出典]。
- 北京市で人類の入植。中国は2万7000年前-1万年前頃に遡る。

24,000 BP
- 北アフリカで第二次ムスティエ多雨期（英語版）開始

23,000 BP
- ぺトルコヴィチェのヴィーナス（英語版）がチェコ共和国オストラヴァぺトルコヴィチェで作られる。現在ブルノの考古学研究所にある。

22,000 BP
- 最終氷期極大期：フランスランド県ブラサンプイ（英語版）グロトデュパプのブラサンプイのヴィーナス（英語版）が作られる。現在サン＝ジェルマン＝アン＝レーの国立古代博物館にある。
- オーストリアのヴィレンドルフのヴィーナスが作られる。現在ウィーン自然史博物館にある。

21,000 BP
- 人工遺物は初期の人類活動がオーストラリアキャンベラのある地点で起こったことを示唆している[23]。この地域での入植の考古学的証拠は、住民がいる岩陰遺跡や岩陰芸術（英語版）、埋葬地、要塞と採石場、石器と装置を含む[24]。
- 北アフリカで第二次ムスティエ多雨期（英語版）終了

### 2万年前-1万年前

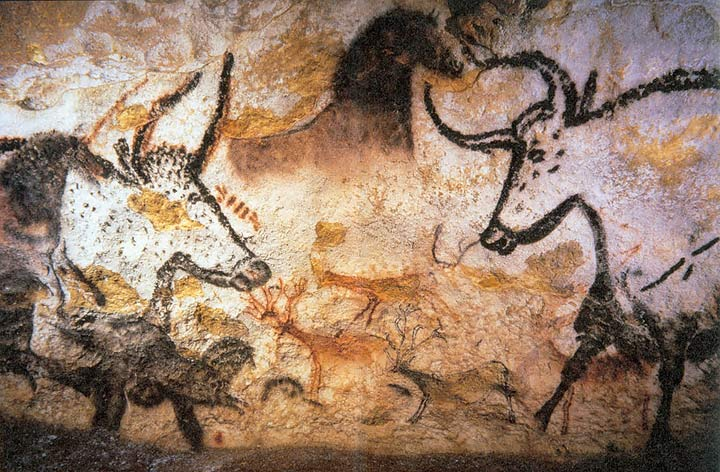
ラスコー洞窟（世界遺産）

- 最終氷期極大期：多くの沿岸や低い川辺の谷の考古学的関心を持たれている場所が今日水面下にある直接の結果と共に海面は115 ± 5メートル (377 ± 16 ft)現在より低かったと考えられている[25]。

1万8000年前
- 水玉模様の馬（フランスドルドーニュ県ぺシュメール（英語版）洞窟）が描かれる。1994年12月に発見される。
- フランスアリエージュ県ルマダジル（英語版）からアイベックスの頭部を持つアトラトルが作られる。現在ルマダジルの先史学博物館にある。
- ウクライナメジリッチ（英語版）のマンモスの骨の村に人が暮らす。

1万7000年前
- 水玉模様の人類の手がフランスドルドーニュ県ぺシュメール（英語版）洞窟で描かれる。1994年12月に発見される。
- 最古のドリアス（英語版）スタディアル（英語版）
- フランスラスコー洞窟の牛のホールが描かれる。1940年に発見される。1963年に公開終了。
- バイソンやサイを連れた鳥の頭を持つ男が（ラスコー洞窟）描かれる。
- フランスドルドーニュ県ラムート洞窟のアイベック模様のランプが作られる。現在サン＝ジェルマン＝アン＝レーの国立古代博物館にある。
- 現在洞窟の入口がフランスカプマルジューの水面下にあるコスケール洞窟の壁画が作られる。

1万5000年前
- ベーリング（英語版）亜間氷期
- フランスアリエージュ県ルテュクドドゥベールのバイソン
- パレオ・インディアンが北米を縦断して移動する。その際中米を通って南下する。
- フランスロジュリーバスの妊婦と鹿が（？）作られた。現在サン＝ジェルマン＝アン＝レーの国立古代博物館にある。

1万4000年前
- オールダードリアス（英語版）スタディアル（英語版）：アレレド（英語版）亜間氷期
- パレオ・インディアンが現在ホーヴェンウィープ国立遺跡（英語版）であるところの近くで大きな獲物を求めて探索した。
- スペインアルタミラの洞窟の天井にバイソンが描かれる。1879年に発見される。1902年に本物と認定される[要説明]。

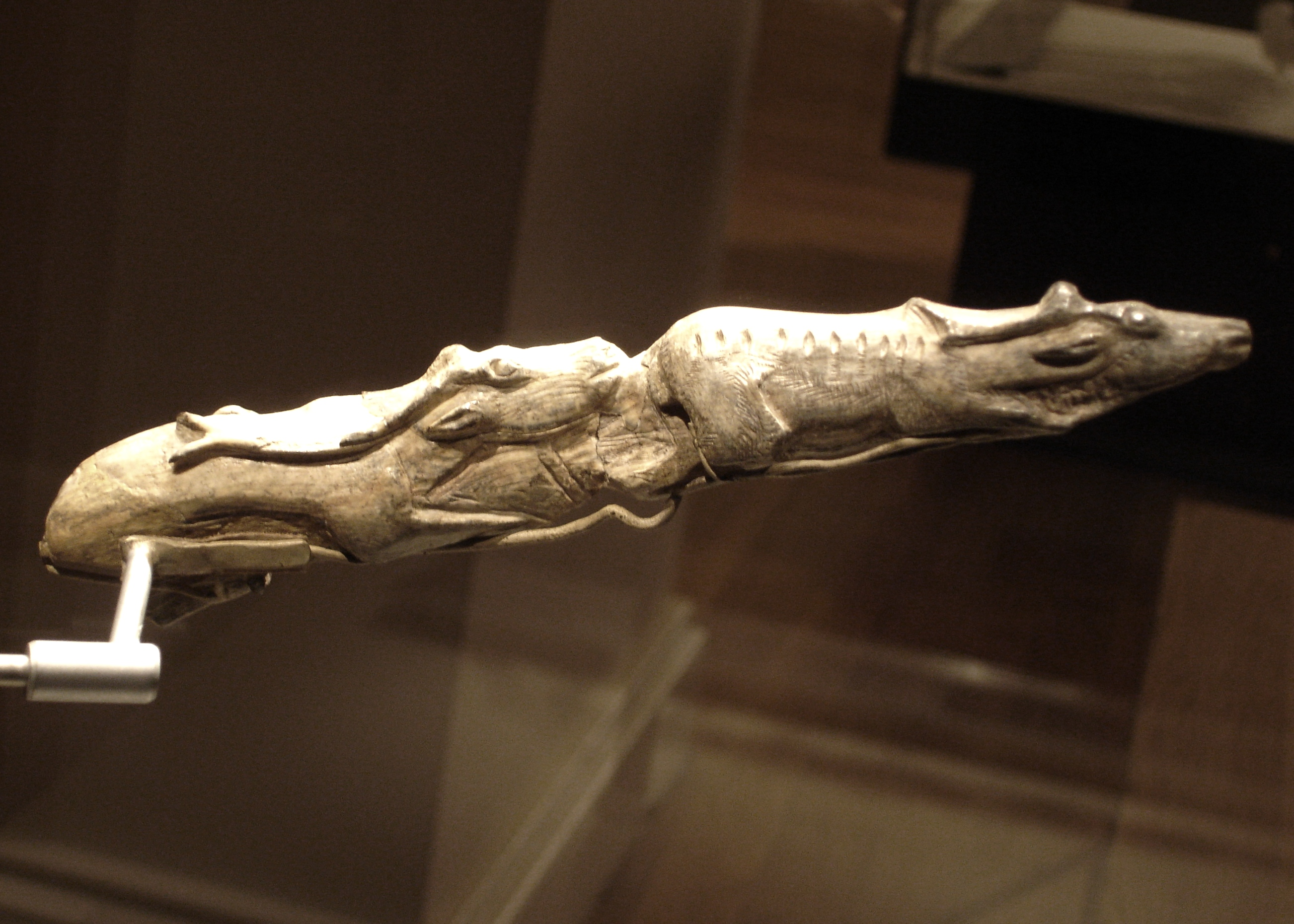
泳ぐトナカイ（1万3000年前に作られる）

- トナカイの家畜化[26]

1万3000年前
- ヤンガードリアススタディアル
- 完新世絶滅（英語版）の始まり

1万2000年前
- 南米で木造建築（チリ）
- 最初の陶芸容器（日本）

1万1000年前
- アルゼンチンで人類入植の最初の証拠
- アーリントンスプリングスマン（英語版）がアメリカ合衆国カリフォルニアの沖合のサンタロサ島で死去する。
- 人類は依然メキシコユカターンの沖合にある洞窟で暮らしていた[27]。
- イングランドヘンギストベリヘッド（英語版）でのクレスウェリアン文化（英語版）の入植がこの年頃に遡る。

1万年前
- ケニアトゥルカナ湖近くの虐殺の証拠が後期旧石器時代の戦（英語版）を示している[28]。

## 文化
フランコカンタブリアン地域の後期旧石器時代：

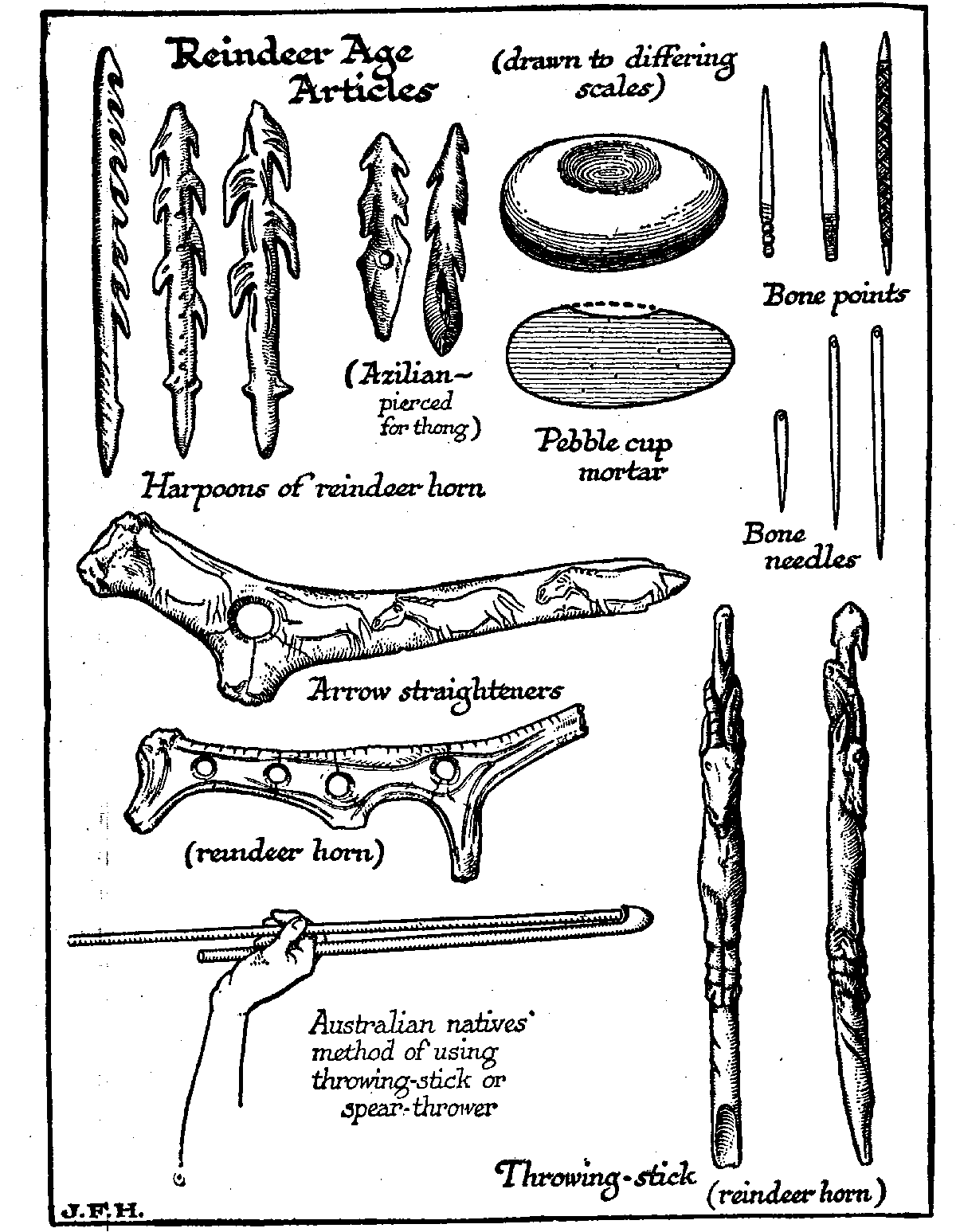
トナカイ時代の物

- シャテルペロン文化は中央フランスや南西フランス、北スペインのあたりに位置した。ムスティエ文化に由来するようで、ネアンデルタール人とホモ・サピエンスの重なる時代に相当する[7]。
- オーリニャック文化はヨーロッパと南西アジアにあり、4万3000年前から3万6000年前にかけて栄えた。ペリゴルディアン（英語版）（先立つシャテルペロン文化と後のグラヴェティアン文化の疑義の多い集団）と同時代であった可能性がある。
- グラヴェット文化はヨーロッパを通じて存在した。グラヴェティアンの遺跡は、一般に3万3000年前から2万年前に遡る。
- ソリュートレ文化は東フランスやスペイン、イングランドにあった。ソリュートリアンの人工遺物は、2万2000年前から1万7000年前にさかのぼっている。
- マドレーヌ文化はポルトガルからポーランドにかけて1万7000年前から1万2000年前の時期に証拠を残した。
- 中欧と東欧：
  - 3万3000年前：南ウクライナでグラヴェット文化[29]
  - 3万年前：セレティアン（英語版）文化
  - 2万2000年前：パヴロヴィアン文化（英語版）とオーリニャック文化
  - 1万3000年前：アーレンスブルク文化（英語版）（西ドイツ、オランダ、イングランド）
  - 1万2000年前：エピグラヴェティアン
- 北アフリカと西アフリカ、サハラ砂漠：
  - 3万2000年前：アテリアン文化（アルジェリア、リビア）
  - 1万2000年前：イベロモルジアン（英語版）（別名：オラニアン、ウシュタニアン）とセビリアン文化
  - 1万年前：カプサ文化（チュニジア、アルジェリア）
- 中央アフリカと南アフリカ、東アフリカ：
  - 5万年前：フォーレスミス（英語版）文化
  - 3万年前：スティルバヤン文化
  - 1万2000年前：ルペンビアン文化
  - 1万1000年前：マゴシアン（英語版）文化（ザンビア、タンザニア）
  - 9000年前：ウィルトニアン文化
- 西アジア（中東を含む）：
  - 5万年前：ジャブディアン（英語版）文化（レヴァント）
  - 4万年前：アムディアン（英語版）文化
  - 3万年前：エミレ文化
  - 2万年前：オーリニャック文化
  - 1万2000年前：亜旧石器時代、アトリティアン文化
- 南アジアと中央アジア、北アジア：
  - 3万年前：アンガラ川文化
  - 1万1000年前：ハンディヴィリ文化
- 東アジアと東南アジア：
  - 5万年前：ホモ・エレクトス・ソロエンシス（英語版）文化
  - 3万年前：先土器文化
  - 1万6000年前：縄文時代が古代日本で始まる。
  - 1万2000年前：前縄文陶器文化（日本）
  - 1万年前：ヴァンホアホアビン文化（北ベトナム）
  - 9000年前：縄文文化（日本）
- オセアニア
  - 4万年前：ワジュク（英語版）とヌンガ（英語版）文化（オーストラリアパース）[30]
  - 3万5000年前：ウルンディエリ（英語版）とブーンウルング（英語版）、ワタウロング（英語版）文化（オーストラリアメルボルン）[31]
  - 3万年前：ユオラ（英語版）とダルグ（英語版）文化（オーストラリアシドニー）[32]
  - 3万年前：アランダ（英語版）文化（中部オーストラリア（英語版）アリススプリングス）[33]

## 参照
- Gilman, Antonio (1996). "Explaining the Upper Palaeolithic Revolution". Pp. 220–239 (Chap. 8) in Contemporary Archaeology in Theory: A Reader. Cambridge, MA: Blackwell.

1. ↑  Rightmire, GP (2009). “Out of Africa: modern human origins special feature: middle and later Pleistocene hominins in Africa and Southwest Asia” (PDF). Proc Natl Acad Sci USA 106 (38):  16046–50. Bibcode: 2009PNAS..10616046R. doi:10.1073/pnas.0903930106. PMC 2752549. PMID 19581595.
2. ↑  Gilman, Antonio. 1996. Explaining the Upper Palaeolithic Revolution. pp. 220–39 (Chap. 8) in Contemporary Archaeology in Theory: A Reader. Cambridge, MA: Blackwell
3. 1 2  John Weinstock. Sami Prehistory Revisited: transactions, admixture and assimilation in the phylogeographic picture of Scandinavia.
4. ↑  “Klein: Behavioral and Biological Origins of Modern Humans 3 of 3”. www.accessexcellence.org. 2018年12月22日閲覧。
5. ↑  “Klein: Behavioral and Biological Origins of Modern Humans 1 of 3”. www.accessexcellence.org. 2018年12月22日閲覧。
6. ↑  "'Modern' Behavior Began 40,000 Years Ago In Africa", Science Daily, July 1998
7. 1 2  Higham, Tom; Douka, Katerina; Wood, Rachel; Ramsey, Christopher Bronk; Brock, Fiona; Basell, Laura; Camps, Marta; Arrizabalaga, Alvaro et al. (21 August 2014). “The timing and spatiotemporal patterning of Neanderthal disappearance”. Nature 512 (7514):  306–309. Bibcode: 2014Natur.512..306H. doi:10.1038/nature13621.
8. ↑  「北米とユーラシアでは種は長く北部タイガやツンドラ地域で暮らす人々にとって多くの地域で最も重要な源であったように重要な源である。カリブーや野生のトナカイについて知られている人類の依存は、中期更新世（Banfield 1961:170; Kurtén 1968:170）の始まりから現在に続く長い歴史がある・・・。従ってカリブーや野生のトナカイは、途轍もなく広大な地域や数万年を通じて人類にとって主要な源である。」Ernest S. Burch, Jr. "The Caribou/Wild Reindeer as a Human Resource", American Antiquity, Vol. 37, No. 3 (July 1972), pp. 339–368.
9. ↑  "No Last Word on Language Origins" Archived April 4, 2005, at the Wayback Machine., Bellarmine University
10. ↑  Attenbrow, Val (2010). Sydney's Aboriginal Past: Investigating the Archaeological and Historical Records. Sydney: UNSW Press. pp. 152–153. ISBN 978-1-74223-116-7 2013年11月11日閲覧。
11. ↑  Stockton, Eugene D.; Nanson, Gerald C. (April 2004). “Cranebrook Terrace Revisited”. Archaeology in Oceania 39 (1):  59–60. JSTOR 40387277.
12. ↑  Wilford, John Noble (2011年11月2日). “Fossil Teeth Put Humans in Europe Earlier Than Thought”. 2018年12月22日閲覧。
13. ↑  Sandra Bowdler. “The Pleistocene Pacific”. Published in 'Human settlement', in D. Denoon (ed) The Cambridge History of the Pacific Islanders. pp. 41–50. Cambridge University Press, Cambridge.  University of Western Australia. 2008年2月16日時点のオリジナルよりアーカイブ。2008年2月26日閲覧。
14. ↑  Isabel Ellender and Peter Christiansen, People of the Merri Merri. The Wurundjeri in Colonial Days, Merri Creek Management Committee, 2001 ISBN 0-9577728-0-7
15. ↑  Gary Presland, The First Residents of Melbourne's Western Region, (revised edition), Harriland Press, 1997. ISBN 0-646-33150-7. Presland says on page 1: "There is some evidence to show that people were living in the Maribyrnong River valley, near present day Keilor, about 40,000 years ago."
16. ↑  “Humans killed off Australia's giant beasts”. BBC News. (2012年3月24日)
17. ↑  “The Trial Excavation at the Archaeological Site of Wong Tei Tung, Sham Chung, Hong Kong SAR”.  Hong Kong Archaeological Society (2006年1月). 2009年3月3日時点のオリジナルよりアーカイブ。2010年8月21日閲覧。
18. ↑  Prehistoric Archaeological Periods in Japan, Charles T. Keally
19. ↑  "Prehistoric Japan, New perspectives on insular East Asia", Keiji Imamura, University of Hawaii Press, Honolulu, ISBN 0-8248-1853-9
20. ↑  Macey, Richard (2007年). “Settlers' history rewritten: go back 30,000 years”. The Sydney Morning Herald 2014年7月5日閲覧。.
Geoffrey Blainey; A Very Short History of the World; Penguin Books; 2004; ISBN 978-0-14-300559-9
21. ↑  Blainey, Geoffrey (2004). A Very Short History of the World. Penguin Books. ISBN 978-0-14-300559-9
22. ↑  Aboriginal Australia Art & Culture Centre. “Arrernte Aboriginal Art and Culture Centre Alice Springs”.   Aboriginalart.com.au. 2011年5月24日時点のオリジナルよりアーカイブ。2011年5月30日閲覧。
23. ↑  Flood, J. M.; David, B.; Magee, J.; English, B. (1987), “Birrigai: a Pleistocene site in the south eastern highlands”, Archaeology in Oceania 22:  9–22
24. ↑  Gillespie, Lyall (1984). Aborigines of the Canberra Region. Canberra: Wizard (Lyall Gillespie). pp. 1–25. ISBN 0-9590255-0-2
25. ↑  海面データーの詳細は、コスケール洞窟より。
26. ↑  Lloyd, J. & Mitchinson, J.: The Book of General Ignorance. Faber & Faber, 2006.
27. ↑  “Divers find traces of ancient Americans” (2004年9月9日). 2017年8月28日時点のオリジナルよりアーカイブ。 Template:Cite webの呼び出しエラー：引数 accessdate は必須です。
28. ↑  
M. Mirazón Lahr et al., "Inter-group violence among early Holocene hunter-gatherers of West Turkana, Kenya", Nature 529,  394–398  (21 January 2016),   doi:10.1038/nature16477.
「ここにトゥルカナ湖の西ナタルク出身の狩猟採集民の集団に対する集団間の争いの事例を報告する。[...]ナタルクで発見された関節で繋がっている骸骨12体の内10体は、遺体の一部が落ちた潟の端で暴力的に死亡した証拠を示している。残りは[...]過去に探索した人々の正史に向けた稀な視覚と戦が先史狩猟採集民の中の集団間の関係のレパートリーの一部であった証拠を提供している。」
“Evidence of a prehistoric massacre extends the history of warfare”.   University of Cambridge (2016年1月20日). 2017年3月20日閲覧。.
洞窟芸術における個人間の暴力の早期の描写は、次を参照されたい。
Taçon, Paul; Chippindale, Christopher (October 1994). “Australia's Ancient Warriors: Changing Depictions of Fighting in the Rock Art of Arnhem Land, N.T.”. Cambridge Archaeological Journal 4 (2):  211–48. doi:10.1017/S0959774300001086..
29. ↑  Carpenter, Jennifer (2011年6月20日). “Early human fossils unearthed in Ukraine”. BBC 2011年6月21日閲覧。
30. ↑  Mulvaney, D J and White, Peter, 1987, Australians to 1788, Fairfax, Syme & Weldon, Sydney
31. ↑  Gary Presland, Aboriginal Melbourne: The Lost Land of the Kulin People, Harriland Press (1985), Second edition 1994, ISBN 0-9577004-2-3. This book describes in some detail the archaeological evidence regarding aboriginal life, culture, food gathering and land management, particularly the period from the flooding of Bass Strait and Port Phillip from about 7–10,000 years ago, up to the European colonisation in the nineteenth century.
32. ↑  Dousset, Laurent (2005年). “Daruk”. AusAnthrop Australian Aboriginal tribal database. 2011年4月9日時点のオリジナルよりアーカイブ。2012年8月27日閲覧。
33. ↑  Thorley, Peter (2004). “Rock-art and the archaeological record of Indigenous settlement in Central Australia”. Australian Aboriginal Studies (1) 2011年6月18日閲覧。.